# Vlastimil Klíma
Vlastimil Klíma (* 19. února 1957 v Benešově) je český kryptolog a odborník na elektronickou bezpečnost. Je autorem několika prací v oboru hašovacích funkcí a digitálního podpisu.